# Audinghen
Audinghen település Franciaországban, Pas-de-Calais megyében. Lakosainak száma 623 fő (2022. január 1.). Audinghen Tardinghen, Audresselles és Bazinghen községekkel határos.

## Népesség
A település népességének változása:
| Lakosok száma | 580  | 579  | 583  | 582  | 585  | 588  | 594  | 622  | 623  |
|               | 2013 | 2015 | 2016 | 2017 | 2018 | 2019 | 2020 | 2021 | 2022 |